# Parodia schumanniana
Parodia schumanniana là một loài thực vật có hoa trong họ Cactaceae. Loài này được (Nicolai) F.H. Brandt mô tả khoa học đầu tiên năm 1982.

## Hình ảnh

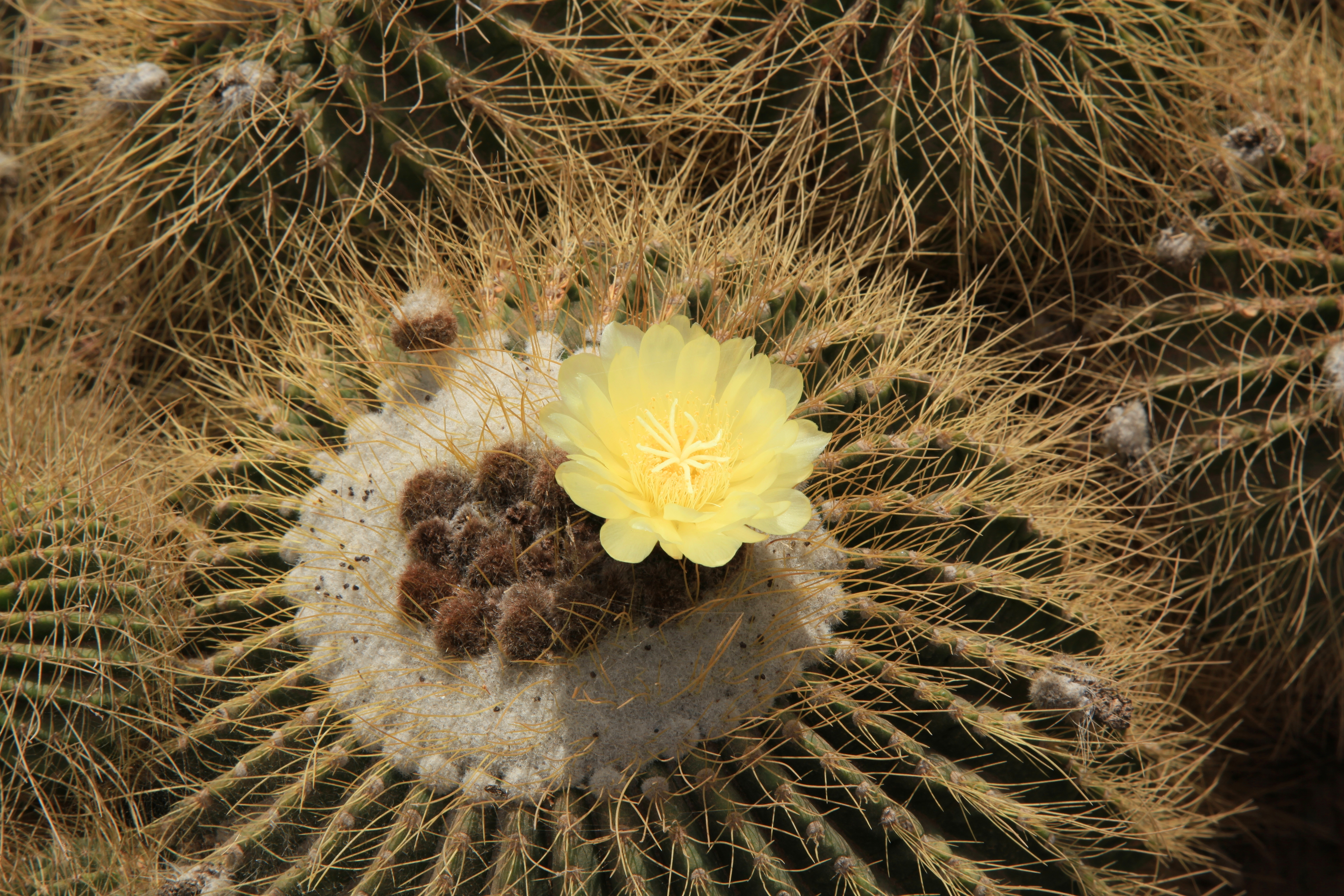
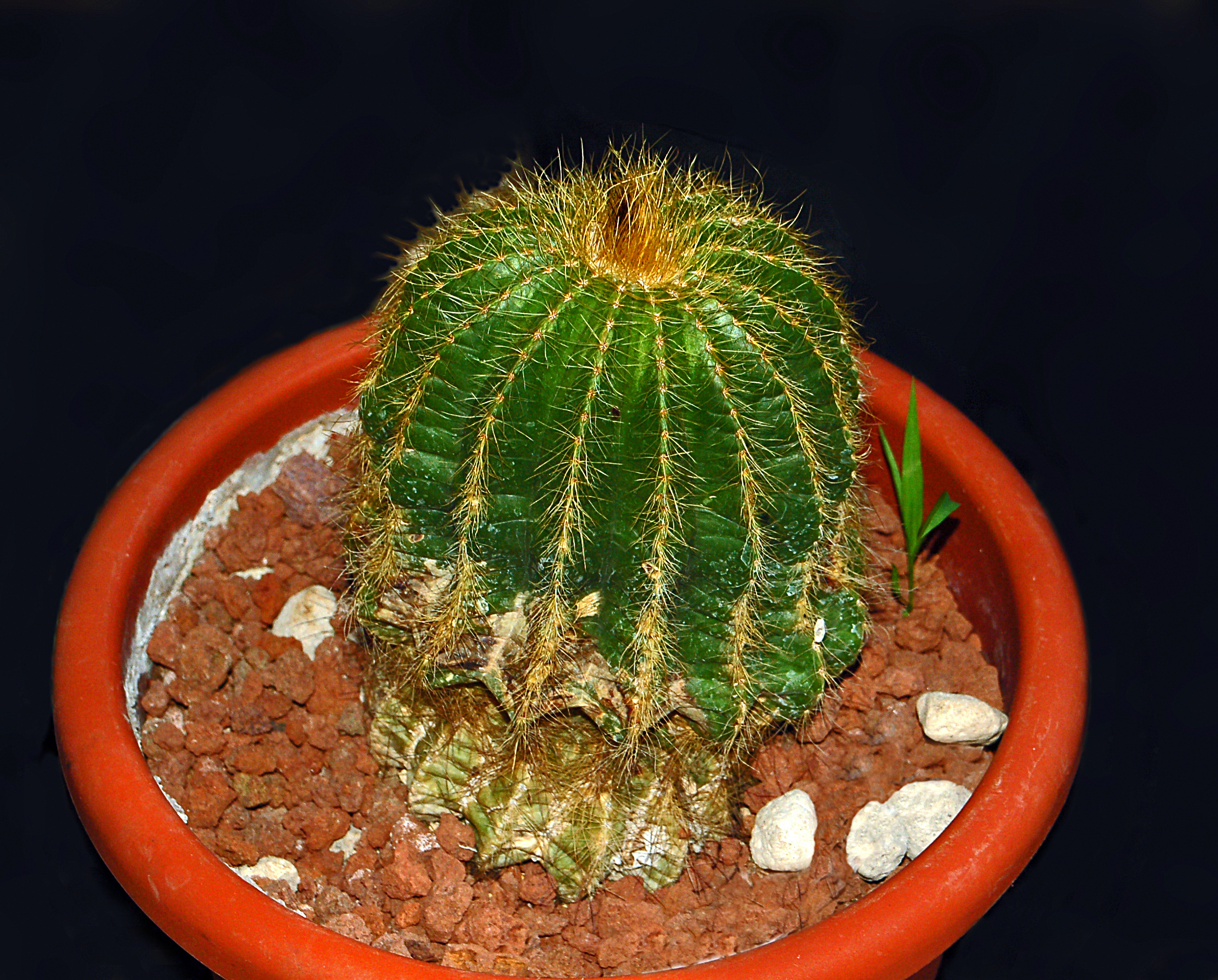
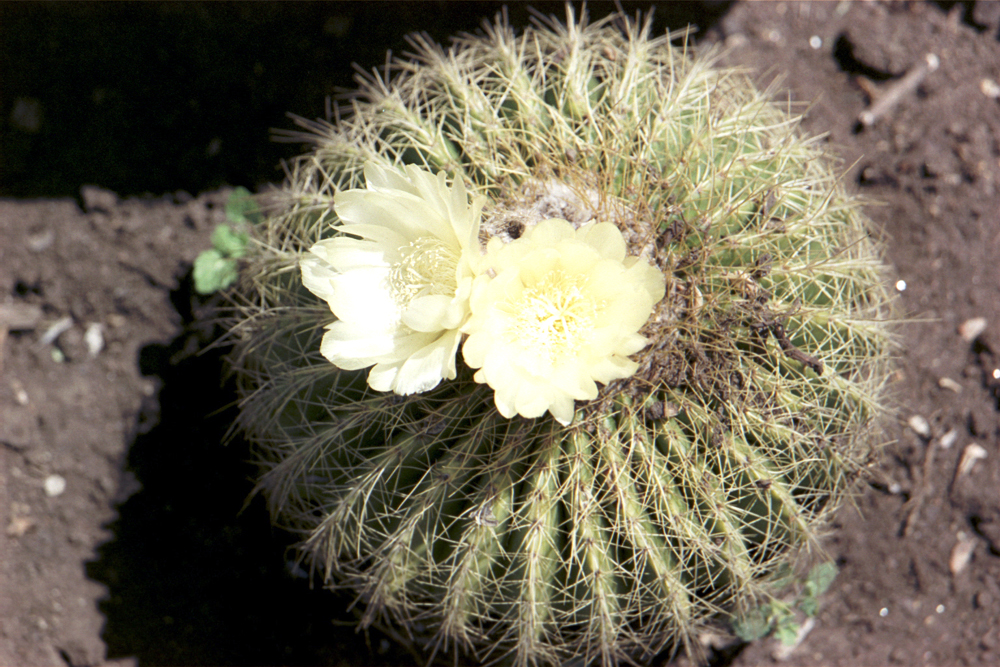
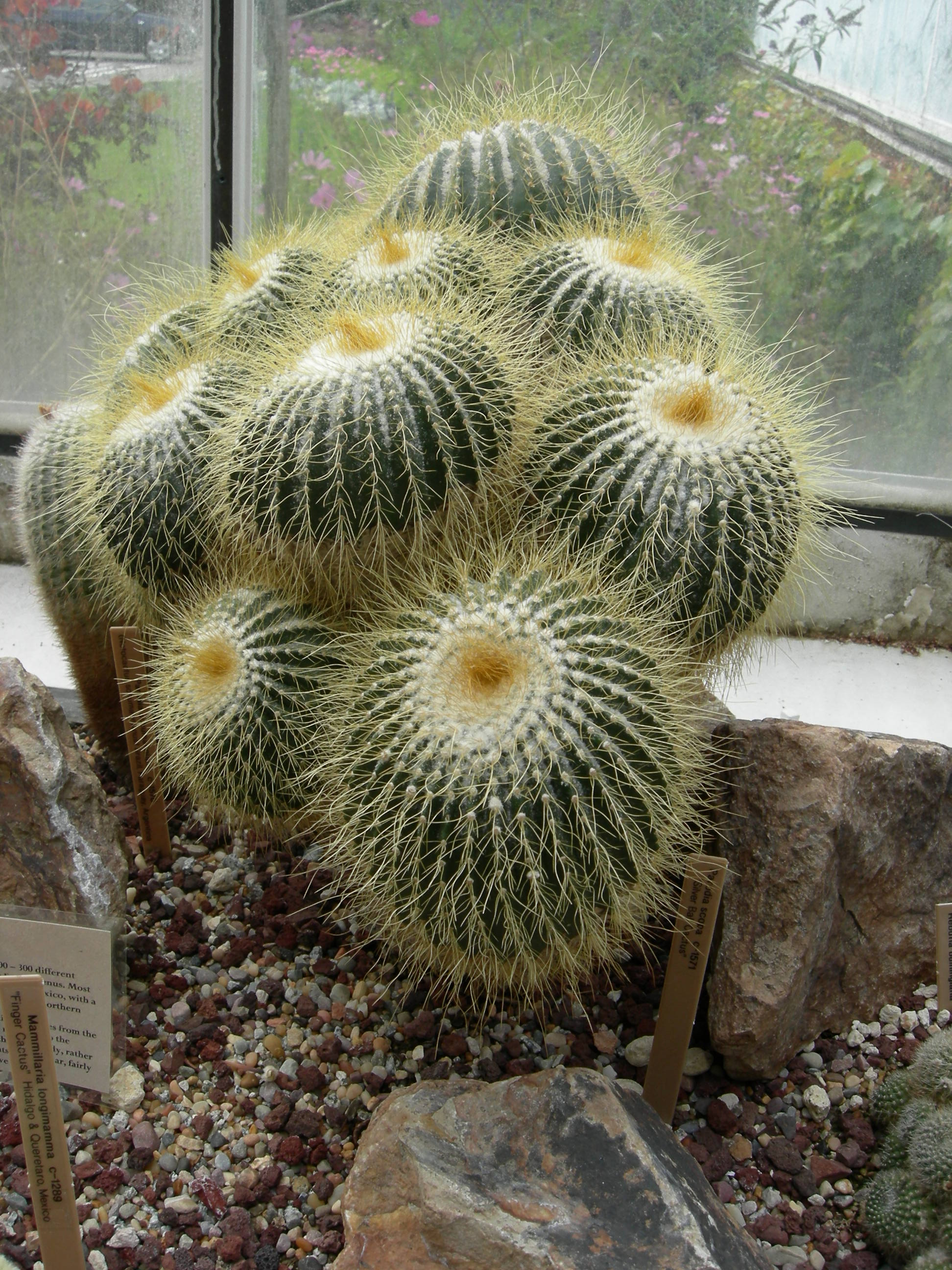